# Улан-Удэнская епархия
Улан-Удэ́нская епа́рхия (бур. Улаан-Үдын епархи) — епархия Русской православной церкви, объединяющая приходы и монастыри в юго-западной части Бурятии (в границах города Улан-Удэ, а также Бичурского, Джидинского, Заиграевского, Закаменского, Иволгинского, Кабанского, Кяхтинского, Мухоршибирского, Окинского, Прибайкальского, Селенгинского, Тарбагатайского, Тункинского районов). Входит в состав Бурятской митрополии.

## История
Летом 1929 года православный епископ Читинский Евсевий (Рождественский) предполагал сделать Верхнеудинск (ныне Улан-Удэ) местом пребывания викарного епископа Селенгинского, в июне он благословил подготовить проекты деления Верхнеудинского благочиния на 2 или 3 округа. Ссылаясь на пример Симферопольской епархии, количество приходов в которой было небольшим, епископ Евсевий предлагал организовать на территории Бурят-Монгольской АССР отдельную епархию.
5 октября 1933 года Верхнеудинскую кафедру занял епископ Иоанникий (Попов). 11 октября 1934 года он ушёл на покой. Дальнейшие назначения на Верхнеудинскую кафедру неизвестны.
После упразднения епархии её территория отошла к Читинской епархии. После упразднения Читинской епархии в 1948 году территория нынешней Улан-Удэнской епархии отошла к Иркутской и Читинской епархии, но 21 апреля 1994 года Читинская и Забайкальская епархия была восстановлена.
Предложение о создании отдельной епархии в апреле 2007 года высказывал мэр Улан-Удэ Геннадий Айдаев.
В июле 2009 года президент Бурятии Вячеслав Наговицын обратился к патриарху Кириллу с просьбой создать в республике отдельную православную епархию, аналогичное письмо было направлено и епископу Читинскому Евстафию. Также было высказано пожелание о создании новой церковной епископской кафедры и планирования строительства нового кафедрального собора.
Решением Священного Синода РПЦ 10 октября 2009 года епархия была учреждена путём выделения её из состава Читинской епархии. На тот момент новая епархия насчитывала около 70 приходов и менее 30 священнослужителей.
5 мая 2015 года определением Священного Синода Русской Православной Церкви из Улан-Удэнской епархии была выделена Северобайкальская епархия в границах восточных и северных районов Республики Бурятия; в ведении же Улан-Удэнской епархии остались город Улан-Удэ c центральными, южными и западными районами республики. Обе епархии были объединены в новообразованную Бурятскую митрополию.

## Епископы
Верхнеудинская епархия
- Иоанникий (Попов) (5 октября 1933 — 11 октября 1934)

Улан-Удэнская епархия
- Савватий (Антонов) (10 октября 2009 — 25 августа 2020)
- Иосиф (Балабанов) (с 25 августа 2020)

## Благочиния
Епархия разделена на 8 церковных округов (По состоянию на октябрь 2022 года[значимость факта?]):
- Заиграевское благочиние
- Кабанское благочиние
- Кяхтинское благочиние
- Мухоршибирское благочиние
- Прибайкальское благочиние
- Тункинское благочиние
- Улан-Удэнское благочиние
- Монастырское благочиние

## Монастыри
- Свято-Троицкий Селенгинский монастырь (мужской; село Троицкое, Прибайкальский район)
- Посольский Спасо-Преображенский монастырь (мужской; село Посольское, Кабанский район)
- Сретенский монастырь (женский; село Батурино, Прибайкальский район)

## Храмы
- Спасо-Преображенский собор Посольского монастыря на Байкале (1774)
- Одигитриевский собор (Улан-Удэ) (1741—1785)
- Троицкий собор Селенгинского монастыря (1785)
- Селенгинский Спасский собор (1784—1789)
- Благовещенская церковь (Кудара) (1793—1799)
- Спасская церковь (Турунтаево) (1791—1818)
- Троицкий храм (Улан-Удэ) (1798-1809)